# Blocksberg (Kühlungsborn)

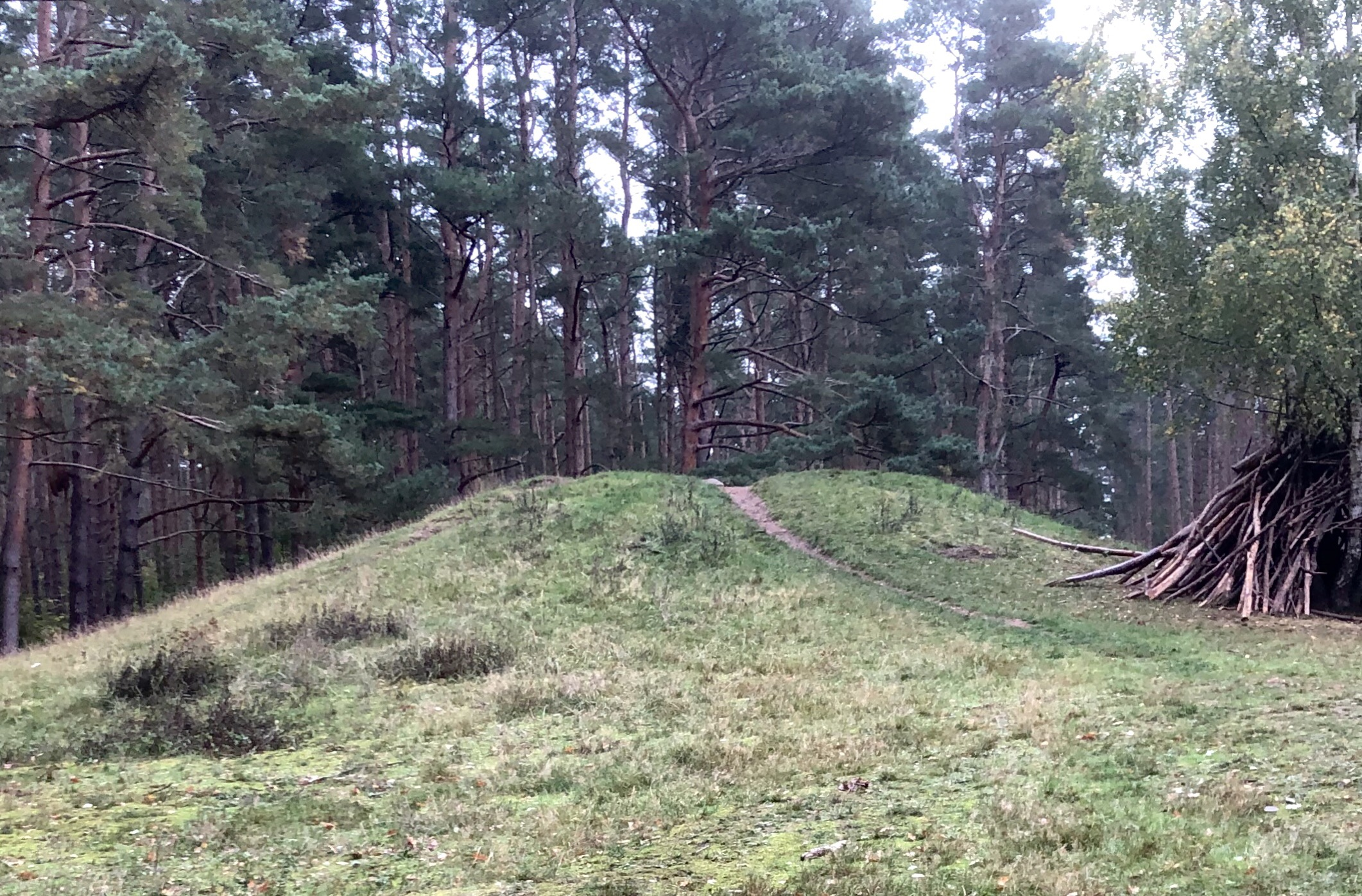
Blocksberg, 2020

Der Blocksberg ist ein Hügelgrab in Kühlungsborn in Mecklenburg-Vorpommern. Er befindet sich im südlichen Teil des Stadtwalds Kühlungsborn. Er ist 2,5 m hoch und hat einen Durchmesser von 13 Metern.
In den 1950er Jahren fanden spielende Kinder auf dem Blocksberg, welcher sich deutlich als Hügel abzeichnet, Tonscherben und ein Tongefäß. Zwischen 1957 und 1958 erfolgten Grabungen an dem 2,5 Meter hohen Hügel, bei welchen Bodendenkmalpfleger diese Funde überprüften.
Bei den Grabungen wurde eine aus der Bronzezeit zwischen 1800 und 600 v. Chr. stammende Grabanlage gefunden. Neben einem Hauptgrab fanden sich zwei Nachbestattungen. Alle drei als Steinsetzungen ausgeführte Gräber waren weitgehend leer. Außerdem fand man eine zum Totenkult gehörende Brandstelle. Der Grabhügel war ursprünglich von einem Steinkreis umgeben.
Der Name Blocksberg verweist darauf, dass dieser Hügel als Ort galt, an dem nachts Hexen, unter der Herrschaft des Teufels in Gestalt eines Ziegenbocks, tanzten.